# Pedro Julio Nolasco
Pedro Julio Nolasco (La Romana, 2 de febrero de 1962–Ib., 15 de septiembre de 1995) fue un boxeador dominicano que ganó la medalla de bronce en la categoría peso gallo masculino en los Juegos Olímpicos de verano de 1984 en Los Ángeles, Estados Unidos.
La medalla ganada por Nolasco fue la primera presea que obtuvo la República Dominicana en toda su historia olímpica. Un año antes había ganado medalla de plata en los juegos Panamericanos de 1983. Nació en La Romana, República Dominicana. 
Nolasco entró al mundo profesional en 1986 y tuvo un éxito limitado, tal vez por haber entrado demasiado pronto al profesionalismo. En 1987 perdió un par de peleas ante el futuro campeón Tony López. 
Más tarde en el mismo año perdió ante el futuro campeón Victor Callejas. En 1989 peleó contra Maurizio Stecca para el recién creado título Peso Pluma de la WBO en aquel entonces, pero perdió en el asalto número 6 por Nocaut técnico. Fue asesinado durante un asalto a su casa.

## Resultado

### Juegos Panamericanos de 1979
- Derrotó a Antonio Toledo (Brasil) por puntos
- Derrotó a Jorge Rodríguez (Colombia) por puntos
- Derrotó a Jerome Coffee (Estados Unidos) por puntos
- Perdió ante Alberto Mercado (Puerto Rico) por puntos

### Juegos Panamericanos 1983
- Perdió ante Manuel Vilchez (Venezuela) por puntos

### Juegos Olímpicos de 1984
- Derrotó a Ljubisa Simic (Yugoslavia) por puntos
- Derrotó a John Siryakibbe (Uganda) por puntos
- Derrotó a John John Molina (Puerto Rico) por puntos
- Derrotó a Sung-Kil Moon (Corea del Sur) TKO 1
- Perdió ante Maurizio Stecca (Italia) por puntos